# Cervinara
Cervinara es uno de los 119 municipios o comunas ("comune" en italiano) de la provincia de Avellino, en la región de Campania. Con cerca de 10.160 habitantes, según el censo de 2005, se extiende por un área de 29,20 km², teniendo una densidad de población de 347,95 hab/km². Linda con los municipios de Avella, Montesarchio, Roccarainola, Rotondi, y San Martino Valle Caudina.

## Historia
Parece que el nombre de Cervinara proviene de un altar dedicado por los romanos a Ceres, diosa de la agricultura. El topónimo aparece por primera vez, en un documento de 837 que describe la donación del "castrum quod dicitur Cerbinaria in Caudetanis" al príncipe Sicardo de Benevento por los monjes de San Vincenzo al Volturno.
La aldea, probablemente, surge entre los siglos IX y X en época lombarda. Cervinara tuvo numerosos señores feudales, como los Della Leonessa, los Filangieri, los Carafa, los Caracciolo y los Sant'Eramo. Desde la época del Feudalismo hasta los inicios del siglo XIX, Cervinara sufrió un fuerte desarrollo agrícola, debido gracias a la gran fertilidad del suelo.

## Economía
Los principales recursos económicos del municipio son la agricultura y el comercio.
El terreno de gran fertilidad produce judías de óptima calidad, tabaco, uva de vino (Aglianico, Falanghina) y fruta, en particular cerezas y manzanas. La montaña, produce castañas, setas y trufa negra.
La zona, desde hace décadas, sufre un despobamiento debido sobre todo a la emigración de la gente joven, que busca trabajo en el norte y centro de Italia.

## Demografía
| Gráfica de evolución demográfica de Cervinara entre 1861 y 2001 |
|                                                                 |
| Fuente ISTAT - elaboración gráfica de Wikipedia                 |

## Evolución demográfica
- Datos: Q55026
- Multimedia: Cervinara / Q55026

1. ↑  Worldpostalcodes.org, código postal n.º 83012.
2. ↑  «Codici Catastali». Comuni-italiani.it (en italiano). Consultado el 29 de abril de 2017.